# Oligoartrite
L'oligoartrite è un processo infiammatorio articolare che coinvolge meno di quattro articolazioni.
Spesso il termine è utilizzato per descrivere la forma articolare dell'artrite reumatoide dell'infanzia, in tal caso viene chiamata anche oligoartrite cronica dell'infanzia. 

## Epidemiologia
Fra tutte le forme di artriti idiopatiche giovanili è la più comune, fra i vari studi arriva anche a superare la metà di tutti i casi riscontrati, colpisce maggiormente il sesso femminile.